# ハンス・ウィルスドルフ
ハンス・ウィルスドルフ（1881年3月22日 - 1960年7月6日）は、ドイツの実業家。スイスの高級時計メーカー、ロレックス、チューダーの創業者である。

## 生涯
ドイツのオーバーフランケン地方クルムバッハでルター派福音主義教会信徒の両親の間で3人目の息子として生まれる。母親はハンスが幼い頃に亡くなり、ハンスが12歳になった直後に孤児になった。
彼の祖父が所有し、のちに彼の父が継いだ繁栄した家業を叔父の手に渡した。ハンスと彼の兄弟姉妹は優秀な寄宿学校に送られ、そこで素晴らしい教育を受けた。
1900年にハンスは時計製造スイスでラ・ショー・ド・フォンの影響力のある時計会社と英語の対応や事務員として働いた。
1903年、ハンスはイギリスのロンドンに移り、そこで別の時計製造会社で働いた。1905年、ハンスはわずかなお金でイギリスのロンドンのハットンガーデンズ83にあるWilsdorf＆Davisという名前のAlfred Davisとのビジネスを立ち上げた。Wilsdorf＆Davisの目標は、高品質の時計を手頃な価格で提供することであった。その後の1908年「ロレックス」を設立。